# Giulio Ermolli
Giulio Giuseppe Luigi Ermolli (Varese, 6 maggio 1881 – Rapallo, 28 ottobre 1957) è stato un arbitro di calcio e calciatore italiano, di ruolo portiere o centrocampista.

## Carriera
Nel 1901 fu in forza al Mediolanum.
Fu portiere del Milan per tre stagioni, dal 1902 al 1904 e successivamente venne schierato come centrocampista. Debuttò al Milan con la partita del 13 aprile 1902, Genoa-Milan (2-0) e prese parte a 10 gare ufficiali.
Nel maggio 1902 partecipa con i rossoneri al torneo calcistico del campionato nazionale di ginnastica. Dopo aver superato il L.R. Vicenza in semifinale, si aggiudica la vittoria ad ex aequo con l'Andrea Doria al termine della finale contro i genovesi, terminata a reti bianche, ed il titolo di campione d'Italia, la Coppa Forza e Coraggio e la Corona di Quercia. Sceso fra le riserve, vinse il relativo campionato nel 1906.
A fine carriera calcistica iniziò quella di arbitrale.

## Palmarès

### Calciatore

#### Club

##### Competizioni nazionali
- Seconda Categoria: 1

Milan II: 1906

##### Altre Competizioni
- Torneo FGNI: 2

Milan: 1902, 1905
- Medaglia del Re: 1

Milan: 1902